# Nasch Sowremennik
Nasch Sowremmenik (russisch Наш современник, Unser Zeitgenosse) ist eine russische Literaturzeitschrift und war zu Zeiten der Sowjetunion eines der wichtigsten Periodika des Schriftstellerverbandes der Russischen Sozialistischen Föderativen Sowjetrepublik (RSFSR). Sie veröffentlichte überwiegend Beiträge von Autoren, die als Vertreter der sogenannten Dorfprosa galten.

## Geschichte
Die Zeitschrift wurde 1956 als Nachfolgerin des seit 1933 veröffentlichten und von Maxim Gorki initiierten Almanachs Jahr... gegründet. Der Name des Almanachs änderte sich jedes Jahr von Jahr XVI (1933) bis Jahr XXXVIII (1956), gerechnet ab 1917, dem Jahr der Oktoberrevolution. 1969 übernahm der Schriftsteller Sergei Wikulow das Amt des Chefredakteurs. Insbesondere seit der Zeit der Perestroika publizierte die Zeitschrift vorwiegend Beiträge von konservativen und nationalistisch gesinnten Autoren. Sie stand daher in Konkurrenz zu liberalen Medien wie der Zeitung Moskowskije Nowosti oder der Zeitschrift Ogonjok.
1989 wurde Wikulow durch Stanislaw Kunjajew abgelöst, der bis heute als Chefredakteur der Zeitschrift tätig ist.